# Carl Clewing

Carl Clewing, 1911

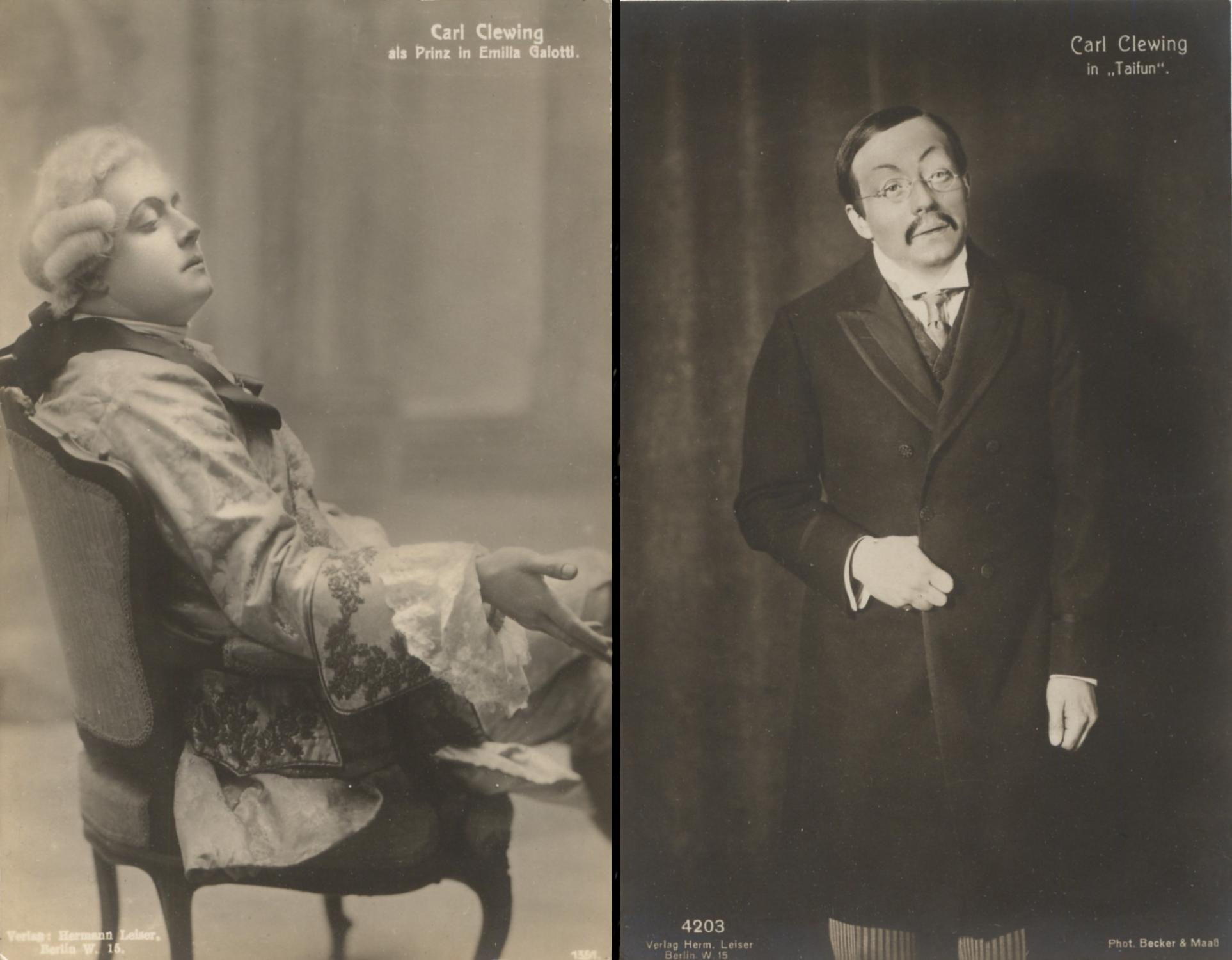
Carl Clewing in Emilia Gallotti und in Taifun (um 1920)

Theodor Rudolph Carl Clewing (* 22. April 1884 in Schwerin; † 15. Mai 1954 in Badenweiler) war ein deutscher Opernsänger (Tenor/Heldentenor), Bühnen- und Filmschauspieler, Komponist des Liedes Alle Tage ist kein Sonntag und Professor an der Hochschule für Musik in Berlin.

## Leben
Carl Clewing entstammt einem alten westfälischen Schulzengeschlecht, das zum ersten Male im Jahre 1486 auf den Schulte-Klevinghof im Kirchspiel Pelkum urkundlich erwähnt wird. In seinem Geburtsort Schwerin war sein Vater Besitzer der dortigen Löwenapotheke. Clewing studierte in Prag und schloss sich dort der Akdemischen Burschenschaft Constantia an, die 1952 in der Münchener Burschenschaft Sudetia aufgegangen ist. Ab 1909 war er Schauspieler in Berlin und wurde 1911 zum Königlichen Hofschauspieler ernannt, im selben Jahr gab er auch sein Debüt als Filmschauspieler in Der fremde Vogel. Bei Ausbruch des Ersten Weltkriegs meldete er sich freiwillig, war zunächst Meldegänger und gehörte Ende 1914 der Parlamentärgruppe unter Führung von Achim von Arnim an, die Reims zur Übergabe aufforderte. Rudolf Binding hat diese Episode in der Erzählung Wir fordern Reims zur Übergabe auf literarisch verarbeitet. Später war Clewing auch Kampfflieger und lernte dabei Hermann Göring kennen. Im Krieg wurde er mehrfach ausgezeichnet und zum Leutnant befördert.
Aufgrund seiner künstlerischen Tätigkeit vor Front- und Invalidentruppen der Mittelmächte (siehe unten Auszeichnungen) war er nach dem Krieg wieder in Berlin als Opernsänger aber auch als Filmschauspieler tätig. 1922 wurde er Gastdozent und Professor am staatlichen Konservatorium der Hochschule für Staats- & Wirtschaftswissenschaften in Detmold. Im Herbst 1922 hatte er ein Engagement als Heldentenor an der Staatsoper Berlin. 1924/25 wirkte er bei den Bayreuther Festspielen mit und sang den Walter von Stolzing und den Parsifal. Im Dezember 1928 wurde er zum außerordentlichen Professor für Gesang, Stimmbildung & praktische Phonetik an der Hochschule für Musik in Wien ernannt. Anfang 1931 zog es ihn zurück nach Deutschland auf das Rittergut Hirschfelde bei Werneuchen. Kurz darauf wurde er zum Professor an der Staatlichen Hochschule für Musik in Berlin ernannt und war zugleich Vertreter der Genossenschaft Deutscher Bühnenangehöriger in der Schulstelle des Deutschen Bühnenvereins sowie Mitglied der Prüfungsstelle Berlin für Oper & Schauspiel und zog nach Berlin-Lichterfelde-Ost.
Nach der „Machtergreifung“ der Nationalsozialisten trat Clewing zum 1. Mai 1933 der NSDAP bei (Mitgliedsnummer 2.316.738). Er war auch Mitglied der SA und der SS, wurde aus dieser jedoch Juli 1934 ausgeschlossen, da er seine „nichtarische Versippung“ und die frühere Zugehörigkeit zu einer Freimaurerloge verschwiegen hatte.
In der zweiten Hälfte der 1930er Jahre wurde Clewing, der auch ein passionierter Jäger und Sammler von Jagdkultur war, vom damaligen Reichsjägermeister Hermann Göring beauftragt, die Reihe Denkmäler deutscher Jagdkultur herauszugeben. Der erste Band, Musik und Jägerei, ist schon 1937 erschienen, ebenso eine Volksausgabe 100 Jägerlieder und ein Liederbuch der Luftwaffe. 
In dieser Zeit entwickelte er auch eine kleine Form des Fürst-Pless-Horns, das ihm zur Erinnerung auch als Clewingsches Taschenjagdhorn bezeichnet wird.
Am 27. Mai 1938 hielt Clewing im Rahmen der Reichsmusiktage einen Vortrag zum Thema Singen und Sprechen. Erst im Mai 1939 gelang ihm die Rückkehr als Opernsänger. Im selben Jahr schrieb er  eine Kantate zur Geburt von Edda Göring.
Nach dem Zweiten Weltkrieg lebte er im Sanatorium in Glotterbad bei Freiburg im Breisgau und verlebte seinen Ruhestand im Kurheim Dr. Saller in Badenweiler.
In der Sowjetischen Besatzungszone wurden seine Schriften Liederbuch der Luftwaffe (hrsg. in Gemeinschaft mit Hans Felix Husadel, 1939) und Adlerliederheft. Feldausgabe des Liederbuches der Luftwaffe (1941) auf die Liste der auszusondernden Literatur gesetzt.

## Familie
1923 heiratete Clewing in Berlin Elisabeth (Else) geborene Mulert, adoptierte Arnhold, verwitwete Kunheim, von der er sich 1940 scheiden ließ. Sie hatten einen Sohn, Carl Peter (1924–1943). Der örtliche Historiker Matteo D'Angella erklärte durch das Bundesarchiv, dass er als Angehöriger des Panzergrenadierregiments 115 am 27. September 1943 auf dem Rückzug bei Nocera/Salerno getötet wurde, aber er wurde unbestattet zurückgelassen und sein Grab ist unbekannt.

## Filmografie (Auswahl)
- 1911: Der fremde Vogel
- 1913: Die Heldin von St. Honorée
- 1913: Der Ring des schwedischen Reiters
- 1913: Ein Sommernachtstraum in unserer Zeit
- 1914: Der Flug in die Sonne
- 1917: Die Richterin
- 1920: Whitechapel. Eine Kette von Perlen und Abenteuern
- 1920: Sumurun
- 1920: Das Floß der Toten

## Mitgliedschaften
- Genossenschaft Deutscher Bühnenangehöriger
- Prager Burschenschaft Constantia ca. 1904
- Freimaurerloge Zur Beständigkeit (Aufnahme 1906)
- Berliner Burschenschaft Franconia SS 1920[12]
- Burschenschaft Saxonia Hannoversch-Münden SS 1923 (als Gründungsmitglied)
- Burschenschaft Arminia Wien WS 1927

## Auszeichnungen
- Eisernes Kreuz (1914) II. und I. Klasse
- Verwundetenabzeichen (1918)
- Goldene Ehrenmedaille mit Schwertern des Hausordens von Hohenzollern
- Goldene Medaille für Kunst & Wissenschaft am Bande des Hausordens von Hohenzollern
- Mecklenburgisches Militärverdienstkreuz
- Oldenburgisches Friedrich-August-Kreuz II und I. Klasse
- Ritterkreuz des Sächsisch-Ernestinischen Hausordens II. Klasse mit Schwertern
- Sachsen-Meiningisches Kreuz für Verdienste im Kriege
- Lippisches Kriegsverdienstkreuz
- Lippischer Hausorden II. Klasse mit Schwertern am Ringe
- Offiziers-Ehrenkreuz mit Schwertern a. R.
- Preußische Medaille für Kunst & Wissenschaft am Kriegsbande
- Morianer Halskreuz des (österr.) deutschen Ritterordens
- Bulgarisches Ritterkreuz m. K. am Bande und Tapferkeitsorden
- Kommandeurkreuz des Bulgarischen Militär-Verdienstordens
- Türkische Medschidjé-Orden Großoffizier mit Stern
- Türkischer Eiserner Halbmond
- Spanischer Orden Alphons XIII. Stern
- Ritter der französischen Ehrenlegion[12]